# Миранда, Джеффри
Джеффри Йери Миранда Мигель (исп. Jeffry Eyeri Miranda Miguel; род. 3 сентября 2002, Кортес) — гондурасский футболист, нападающий клуба «Марафон».

## Клубная карьера
Миранда — воспитанник клуба «Марафон». 17 апреля 2019 года в матче против «Гондурас Прогресо» он дебютировал в Лиге Насьональ. В этом же поединке Джеффри забил свой первый гол за «Марафон».

## Международная карьера
В 2019 году в составе юношеской сборной Гондураса Миранда принял участие в юношеском Кубке КОНКАКАФ. На турнире он сыграл в матчах против команд Гайаны, Сальвадора, Тринидада и Тобаго и дважды Гаити. В поединках против гайанцев и тринидадцев Джеффри забил 5 мячей. 
В 2023 году в составе олимпийской сборной Гондураса Миранда принял участие в Панамериканских играх в Чили. На турнире он сыграл в матчах против команд Колумбии, США, Бразилии и Доминиканской Республики. В поединке против доминиканцев Джеффри забил гол.